# Hladnikija
Hladnikija (lat. Hladnikia), monotipski biljni rod iz porodice štitarki smješten u tribus Careae. Jedina je vrsta slovenski endem H. pastinacifolia tamo poznata kao rebrinčevolistna hladnikija. Prirodno raste na vrlo ograničenom području krške visoravni Trnovski gozd.